# Mihai Nistor
Mihai Nistor (Podu Iloaiei, 5 de noviembre de 1990) es un deportista rumano que compite en boxeo.
Ganó dos medallas de bronce en el Campeonato Europeo de Boxeo Aficionado, en los años 2011 y 2015.
En diciembre de 2019 disputó su primera pelea como profesional. En su carrera profesional tuvo en total 3 combates, con un registro de 3 victorias y 0 derrotas.

## Palmarés internacional
| Campeonato Europeo | Campeonato Europeo | Campeonato Europeo | Campeonato Europeo |
| Año                | Lugar              | Medalla            | Categoría          |
| ------------------ | ------------------ | ------------------ | ------------------ |
| 2011               | Ankara (Turquía)   | Medalla de bronce  | +91 kg             |
| 2015               | Samokov (Bulgaria) | Medalla de bronce  | +91 kg             |